# Grazzanise
Grazzanise es un municipio italiano situado en la provincia de Caserta, en la Campania. Tiene una población estimada, a fines de julio de 2024, de 6744 habitantes.

## Demografía
| Gráfica de evolución demográfica de Grazzanise entre 1861 y 2024 |
|                                                                  |
| Fuente: ISTAT - Elaboración gráfica de Wikipedia                 |